# بيتر تايلور (كاتب)
بيتر تايلور (بالإنجليزية: Peter Taylor)‏‏ (8 يناير 1917 في ترينتون - 2 نوفمبر 1994 في شارلوتسفيل) روائي، وكاتب، وأستاذ جامعي من الولايات المتحدة.

## الجوائز
- زمالة غوغنهايم
- جائزة ليليان سميث للكتاب [الإنجليزية]‏
- جائزة بن / مالامود
- جائزة أوليفر هنري [الإنجليزية]‏